# Rentabilité des capitaux investis
La rentabilité des capitaux investis (en anglais return on capital employed, ou ROCE) est une mesure de la rentabilité qu'une firme réalise en fonction des capitaux investis.
Il est habituellement utilisé dans le domaine de la finance pour comparer la performance entre firmes et pour vérifier si les capitaux investis produisent une rentabilité suffisante pour rembourser le capital. Il représente l'application de la rentabilité des actifs (ROA en anglais) aux projets d'investissement.

## Formule de calcul
{\displaystyle {\mbox{ROCE}}={\frac {{\mbox{EBIT}}\times {\bigl (}1-Tc{\bigr )}}{\mbox{CE}}}}
Avec : 
- EBIT (Earning Before Interest and Taxes) = Résultat d'exploitation ;
- Tc = Taux d'imposition théorique ;
- CE = Montant des capitaux employés = CI (capitaux investis) + Actifs nets hors exploitation.